# Slag bij Auray
De Slag bij Auray vond plaats op 29 september 1364 ter hoogte van Auray. Het was de laatste slag in de Bretonse Successieoorlog en daarbij kwam Karel van Blois, een van de hoofdpersonen, om het leven.

## Achtergrond
De Bretonse Successieoorlog begon na de dood van Jan III van Bretagne in 1341. Karel van Blois, gesteund door zijn neef koning Filips VI van Frankrijk en Jan van Montfort, en later diens zoon Jan van Montfort, gesteund door koning Eduard III van Engeland, eisten de troon op.

## Slag
De opzet van de Anglo-Bretoenen was de havenstad te veroveren, het begon met de blokkade van de haven. De troepen onder leiding van de zoon Jan van Montfort stonden aan de rechterzijde van de rivier, de Franco-Bretoenen onder leiding van Bertrand du Guesclin stonden aan de linkerzijde. Op 29 september staken de troepen van Karel van Blois de rivier over tegen het advies van Bertrand du Guesclin in.
Na een kort gevecht tussen de Franse kruisboogschutters en de Engelse longbowschutters volgde een man-aan-man gevecht tot de dood. Karel van Blois werd door een lans geraakt en nadien afgemaakt, Bertrand du Guesclin werd gevangengenomen.

## Gevolg
De dood van Karel van Blois betekende het einde van de Bretonse Successieoorlog. Met het Verdrag van Guérande werd zoon Jan van Montfort, hertog Jan IV van Bretagne. Alhoewel Jan IV gesteund werd door de Engelsen, bracht hij hulde aan de nieuwe Franse koning Karel V van Frankrijk. Johanna van Penthièvre, die een cruciale rol speelde in de successieoorlog, mocht haar titel behouden. Bertrand du Guesclin werd vrijgelaten na het betalen 100.000 francs losgeld.